# ジョナサン・ピトロイパ
ジョナサン・ピトロイパ（Jonathan Pitroipa, 1986年4月12日 - ）は、ブルキナファソ・ワガドゥグー出身の元サッカー選手。ポジションはMF。

## 所属クラブ
- SCフライブルク 2004-2008
- ハンブルガーSV 2008-2011
- スタッド・レンヌ 2011-2014
- アル・ジャジーラ・クラブ 2014-2015
- アル・ナスルSC 2015-2017
- ロイヤル・アントワープ 2018
- パリFC 2018-2021